# Саміт країн Східної Азії
Саміт країн Східної Азії (англ. East Asia Summit) — спочатку щорічний форум лідерів 16 держав Східної і Південно-Східної Азії. 2011 року членство було розширене до 18 країн і на форум стали запрошуватись і лідери США та Росії. Перший саміт відбувся в Куала-Лумпурі, Малайзія 14 грудня 2005 року.

## Список самітів
|       | Дата                 | Місце               | Приймаючий лідер       | Примітка                                                                                         |
| ----- | -------------------- | ------------------- | ---------------------- | ------------------------------------------------------------------------------------------------ |
| 1-ий  | 14 грудня 2005       | Куала-Лумпур        | Абдулла Ахмад Бадаві   | Росія була запрошена у статуся гостя.                                                            |
| 2-ий  | 15 січня 2007        | Себу                | Глорія Арройо          | Перенесено з 13 грудня 2006 року                                                                 |
| 3-ій  | 21 листопада 2007    | Сінгапур            | Лі Сянь Лун            |                                                                                                  |
| 4-ий  | 25 жовтня 2009       | Хуахін              | Апхісіт Ветчачива      | Саміт був перенесений з Бангкоку через побоювання з приводу політичної нестабільності в столиці. |
| 5-ий  | 30 жовтня 2010       | Ханой               | Нгуєн Мінь Чієт        | Державний секретар США та міністр закордонних справ Росії взяли участь у саміті.                 |
| 6-ий  | 18–19 листопада 2011 | Балі                | Сусіло Бамбанг Юдойоно | США та Росія стали повноцінними учасниками самітів.                                              |
| 7-ий  | 19–20 листопада 2012 | Пномпень            | Хун Сен                |                                                                                                  |
| 8-ий  | 9–10 жовтня 2013     | Бандар-Сері-Бегаван | Хассанал Болкіах       |                                                                                                  |
| 9-ий  | 12–13 листопада 2014 | Найп'їдо            | Тейн Сейн              |                                                                                                  |
| 10-ий | 21–22 листопада 2015 | Куала-Лумпур        | Наджиб Разак           |                                                                                                  |
| 12-й  | 14 листопада 2017    | Маніла              | Родріго Дутерте        |                                                                                                  |
| 13-й  | 14-15 листопада 2018 | Сингапур            | Лі Сянь Лун            |                                                                                                  |
| 14-й  | 4 листопада 2019     | Бангкок             | Прают Чан-Оча          | Оголосили про запуск Індо-Тихоокеанської ініціативи.                                             |
| 15-й  | 14 листопада 2020    | Ханой               | Нгуєн Суан Фук         | Саміт проводився онлайн через пандемію COVID-19.                                                 |
| 16-й  | листопад 2021        | Бандар-Сері-Бегаван | Хассанал Болкіах       |                                                                                                  |